# جائزة روسيا الكبرى 2014
جائزة روسيا الكبرى 2014 (بالإنجليزية: 2014 Russian Grand Prix) هو سباق فورمولا 1 أقيم بتاريخ 12 أكتوبر 2014 في سوتشي، كراسنودار كراي، روسيا. كان السادس عشر من أصل 19 في بطولة العالم لسباقات الفورمولا واحد موسم 2014. حلّ البريطاني لويس هاملتون أولا بينما جاء الألماني نيكو روسبيرغ في المركز الثاني وحصل على المركز الثالث الفنلندي فالتيري بوتاس.